# Dunnell
Dunnell – miasto w Stanach Zjednoczonych, w stanie Minnesota, w hrabstwie Martin.